# Notre-Dame-de-Lorette
Notre-Dame-de-Lorette es un municipio canadiense situado en la provincia de Quebec.

## Superficie
Notre-Dame-de-Lorette tiene una superficie de 325,77 km².

## Demografía
En 2021, tenía 159 habitantes, una densidad poblacional de 0,5 hab./km², y 116 viviendas.